# Konstandinos Drutsas
Konstandinos (Kostas) Drutsas, gr. Kωvσταντίνος (Κώστας) Δρούτσας (ur. 5 grudnia 1939 w Salonikach) – grecki polityk, inżynier, poseł do Parlamentu Europejskiego w latach 2008–2009.

## Życiorys
Z wykształcenia inżynier, studiował na Uniwersytecie Bolońskim. W połowie lat 60. był prezesem federacji greckich studentów we Włoszech. Od 1967 do 2007 pracował na różnych stanowiskach w budownictwie. W latach 1974–1985 był także urzędnikiem w prefekturze Salonik, a w latach 2003–2006 radnym miejskim.
Od 1976 do 1989 kierował regionalnymi strukturami liberalnej Unii Demokratycznego Centrum (EDIK), później związał się z Komunistyczną Partią Grecji.
W czerwcu 2008 zasiadł w Europarlamencie VI kadencji, zastępując Diamando Manolaku. Przystąpił do grupy Zjednoczonej Lewicy Europejskiej i Nordyckiej Zielonej Lewicy, a także do Komisji Rolnictwa i Rozwoju Wsi. Kadencję zakończył w lipcu 2009.